# Adolf Eser
Adolf Eser (* 24. Juni 1936 in Halle (Saale); † 29. Oktober 2021) war ein deutscher Wirtschaftspolitiker und Funktionär der Sozialistischen Einheitspartei Deutschlands (SED) in der Deutschen Demokratischen Republik (DDR). Er war von 1984 bis 1990 Generaldirektor des VEB Chemiekombinat Bitterfeld.

## Leben
Eser, Sohn eines Angestellten, besuchte die Grund- und Berufsschule und erlernte bis 1950 den Beruf des Maschinenschlossers. 1950 trat er in die Freie Deutsche Jugend (FDJ) ein. 1954 wurde er Mitglied der SED und leistete bis 1956 Wehrdienst bei der Kasernierten Volkspolizei (KVP). 
1956/57 war Eser Rundfunkmechaniker im VEB Chemische Werke Buna. 1960 legte er an einer Arbeiter-und-Bauern-Fakultät das Abitur ab und nahm ein Fernstudium an der Technischen Hochschule Leuna-Merseburg auf, welches er mit der Promotion zum Dr. Ing. abschloss. Bis 1975 stieg er zum Abteilungsleiter im Chemiekombinat Bitterfeld  auf.
1972/73 nahm Eser an einem Lehrgang der SED-Bezirksparteischule teil und wurde 1975 Sekretär für Wirtschaftspolitik der SED-Kreisleitung innerhalb des Kombinats Bitterfeld. Von 1971 bis 1976 war er Kandidat der SED-Bezirksleitung Halle. 1979/80 nahm er an einem weiteren Lehrgang an der Parteihochschule „Karl Marx“ der SED teil und wurde 1984, als Nachfolger von Heinz Schwarz, Generaldirektor des Chemiekombinats Bitterfeld. 1986 wurde er zum Dr. oec. promoviert.
Nach dem Ende der DDR wurde Eser 1990 abgelöst. Von 1991 bis 1995 war er geschäftsführender Gesellschafter einer Anlagenbau GmbH. Eser war Autor mehrerer Veröffentlichungen zur Geschichte der Chemischen Industrie in Bitterfeld.